# Язан Ал-Наймат
Язан Абдала Аид ал-Наймат (на арабски: يزن عبد الله عايد نعيمات‎) е йордански футболист, играещ като нападател за катарския Ал-Ахли и националния отбор на Йордания. Вицешампион и носител на Бронзовата обувка от Купата на Азия 2023 където бележи четири гола (срещу Южна Корея при равенството 2:2, на 1/16 финала срещу Ирак при победата с 3:2, на 1/2 финала срещу Южна Корея при победата с 2:0 и един на финала срещу Катар загубен с 1:3). 

## Успехи
Йордания до 23 г.
- Шампионат на Западна Азия до 23 г.
  -  Носител (1): 2021

 Йордания
- Купата на Азия
  -  Вицешампион (1): 2024

## Лични
- Бронзовата обувка в Купата на Азия: 2024
- Бронзовата обувка в Купата на Арабските нации: 2021
- Най-добър футболист в Шампионат на Западна Азия до 23 г.: 2021